# Pilker

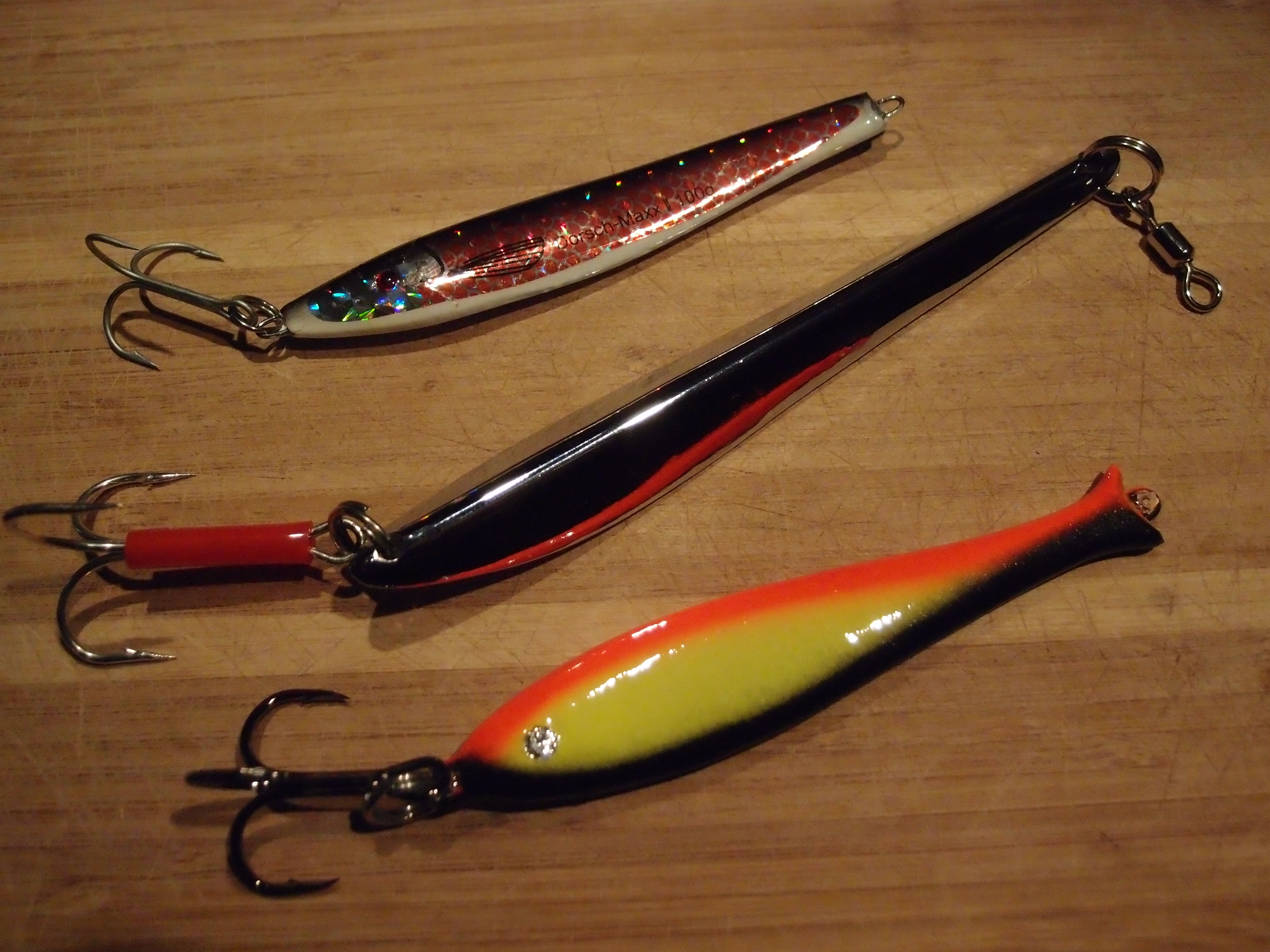
Pilker

Der Pilker ist ein künstlicher Köder für das Sportfischen.
In den meisten Fällen besteht er aus glänzendem salzwasserfesten Metall und ist mit einer Anbissstelle (Drilling) versehen. Es gibt Pilker in den unterschiedlichsten Größen, von wenigen Gramm für das Flachwasserangeln bis zu mehreren Kilogramm für das Tiefseefischen. In Form und Farbe ist die Vielfalt fast unerschöpflich. Meistens wird eine Fischform imitiert. Der Pilker soll unter Wasser Druckwellen erzeugen und damit die Aufmerksamkeit des Zielfisches auf sich ziehen und zum Anbiss reizen.
Der Angler zieht (pilkt) den Köder nach dem Grundkontakt wieder ca. 1 m nach oben, um ihn dann wieder herabtrudeln zu lassen. Eine andere Führungsmethode ist den Pilker auch im Mittelwasser, also zwischen Wasseroberfläche und dem Meeresgrund zu bewegen. Die meisten Fische beißen in der  Absinkphase, weil der Pilker durch seine Form ein kränkelndes Fischchen imitiert. Einen Anbiss in der Absinkphase erkennt man an der schlaff werdenden Schnur. Nun gilt es, die Schnur auf Spannung zu bringen und einen kräftigen Anschlag zu setzen. Das Aufschlagen des Pilkers auf harten Meeresgrund lockt die Fische, durch das Geräusch und die erzeugte Druckwelle, zusätzlich an.
Hauptbeute beim Angeln mit Pilker sind Dorsche, aber auch Seelachs, Lengfische, Makrelen, Knurrhähne und Pollacks. Etwa 80 % aller Dorsche werden in der Ostsee beim Pilken erbeutet, der Rest mit Naturködern.
Inzwischen sieht man auch immer mehr Angler, die mit Gummifischen und bis zu 400 g schweren Jigköpfen angeln. Diese Methode ist an manchen Tagen erfolgreicher als pilken.